# Robbie Gee
Robbie Gee (* 24. März 1970) ist ein britischer Schauspieler. Bekannt wurde er durch Rollen in den Kinofilmen Snatch – Schweine und Diamanten (2000), Mean Machine – Die Kampfmaschine (2002), Underworld (2003), Fluch der Karibik (2003) und den Fernsehserien The Fades (2011) und Death in Paradise (2011).

## Moderationen
Robin Gee moderierte neben Eddie Nestor, Meets East West, Imperial College Indian Society's jährliche Benefiz-Fernsehshow in 2007 und 2008. Die Show war in beiden Jahren eine der erfolgreichsten und beliebtesten Charity-Shows in Großbritannien.

## Drehbuchautor
- 1991: The Real McCoy (unbekannte Anzahl Folgen)[2]

## Filmographie (Auswahl)
| - 1989–1991: The Manageress (Fernsehserie, 8 Folgen) - 1989–1994: Desmond's (Fernsehserie, 52 Folgen) - 1989–2010: The Bill (Fernsehserie, 3 Folgen) - 1991: Screen Two (Fernsehserie, 1 Folge) - 1991: Saracen (Fernsehserie, 1 Folge) - 1991: The Real McCoy (Fernsehserie, 2 Folgen) - 1992: Underbelly (Fernsehserie, unbekannte Anzahl) - 1992: Anna Lee (Fernsehserie, 1 Folge) - 1995: Pie in the Sky (Fernsehserie, 1 Folge) - 1996: In a Blue Room (Fernsehfilm) - 1998: In Exile (Fernsehserie, 1 Folge) - 1998: Days Like These (Fernsehserie, 1 Folge) - 1999: Comin' Atcha (Fernsehserie, 1 Folge) - 1999: G:MT – Greenwich Mean Time - 1999: Roger Roger (Fernsehserie, 1 Folge) - 2000: The Vice (Fernsehserie, 2 Folgen) - 2000: Snatch – Schweine und Diamanten (Snatch.) - 2000: Dream - 2001: Mike Bassett: England Manager - 2001: South West 9 - 2001: Kommissarie Winter (Fernsehserie, 2 Folgen) - 2002: Mean Machine – Die Kampfmaschine (Mean Machine) - 2002: Dream Team (Fernsehserie, 1 Folge) - 2003: Buried (Fernsehserie, 1 Folge) - 2003: Fluch der Karibik (Pirates of the Caribbean: The Curse of the Black Pearl) - 2003: Underworld | - 2003: The Crouches (Fernsehserie, 4 Folgen) - 2004: Out of Reach - 2004–2011: Holby City (Fernsehserie, 3 Folgen) - 2005: Twisted Tales (Fernsehserie, 1 Folge) - 2006: Rollin' with the Nines - 2006: Pirates of the Caribbean – Fluch der Karibik 2 (Pirates of the Caribbean: Dead Man’s Chest) - 2006: Ultimate Force (Fernsehserie, 1 Folge) - 2006: Heißer Verdacht (Prime Suspect, Fernsehserie, 1 Folge Das Finale) - 2007: Deadmeat - 2007: Murphy's Law (Fernsehserie, 3 Folgen) - 2007: Blue Murder (Fernsehserie, 1 Folge) - 2008: Bad Day - 2008: The Fixer (Fernsehserie, 1 Folge) - 2008: Cass – Legend of a Hooligan (Cass) - 2008: Hush - 2009: Being Danny’s Dire (Fernsehfilm) - 2009: EastEnders (Fernsehserie, 5 Folgen) - 2010: Shank - 2010: Doctors (Fernsehserie, 1 Folge) - 2010: Law & Order: UK (Fernsehserie, 1 Folge) - 2011: Above Suspicion: Deadly Intent (Fernsehserie, 2 Folgen) - 2011: The Fades (Fernsehserie, 6 Folgen) - 2011: Young Dracula (Fernsehserie, 1 Folge) - 2011: Death in Paradise (Fernsehserie, 1 Folge) - 2011–2012: Sadie J (Fernsehserie, 2 Folgen) - 2015–2017: The Frankenstein Chronicles - 2020: Alex Wheatle - 2021: Silent Witness (Fernsehserie, 1 Folge) - 2023: Extraordinary |